# Eustácio de Tessalônica
Eustácio ou Eustáquio de Tessalônica (português brasileiro) ou Tessalónica (português europeu) (em grego: Εὐστάθιος Θεσσαλονίκης; c. 1115 – 1195/6) foi um bispo e acadêmico grego bizantino. Celebrizou-se por seu relato contemporâneo do saque de Tessalônica pelos normandos, ocorrido em 1185, por suas orações e comentários sobre Homero, que incorporaram diversas análises feitas por estudiosos que o precederam.

## Biografia
Após se tornar um monge no mosteiro de São Floro, Eustácio foi apontado para o cargo de superintendente de petições (epi ton deeseon), professor de retórica (μαΐστωρ ῥητόρων), e foi ordenado diácono em Constantinopla, capital do Império Bizantino.
Relatos sobre sua vida e obra constam das orações fúnebres de Eutímio e Miguel Coniates (conhecidos por manuscritos existentes na Biblioteca Bodleiana, da Universidade de Oxford). Nicetas Coniates (viii. 238, x.334) o louvou como o homem mais sábio de seu tempo, uma avaliação que é difícil de ser contestada. Eustácio escreveu comentários sobre a obra de diversos poetas da Grécia Antiga, tratados teológicos, cartas, e um importante relato sobre o saque de Tessalônica realizado pelo rei normando da Sicília, Guilherme II, em 1185.
De suas obras, seus comentários sobre Homero são os mais citados; demonstram que o autor tinha um extenso conhecimento da literatura grega, desde seus inícios mais remotos. Outras obras apresentam um caráter impressionante e grande força oratória, o que lhe rendeu a estima dos Comnenos, dinastia de imperadores. Politicamente, foi aliado do imperador Manuel I. Um pensador original, Eustácio por vezes louvou valores seculares, como as proezas militares, condenou a escravidão, e professava o conceito do progresso histórico da civilização, desde um estado mais primitivo até outro mais avançado.

## Obras
Entre suas obras mais importantes estão:
- Sobre a Conquista de Tessalônica, um relato testemunhal do sítio de 1185 e dos sofrimentos que se abateram a seguir sobre o povo de Tessalônica. Na primeiras seções de suas memórias, Eustácio também descreve eventos políticos ocorridos em Constantinopla desde a morte do imperador Manuel I, passando pelo curto reinado de Aleixo II, até a usurpação de Andrônico I, com comentários ácidos sobre as atividades de todos os envolvidos. O texto grego foi dedicado por Ciriácidis, com uma tradução para o italiano de V. Rotolo; há uma tradução para o inglês de J. Melville-Jones, e uma para o alemão, de H. Hunger.
- Diversos discursos, alguns dos quais foram reeditados recentemente por P. Wirth (Eustathii Thessalonicensis Opera Minora).
- Comentários sobre a Ilíada e a Odisseia, de Homero (Παρεκβολαὶ εἰς τὴν Ὁμήρου Ἰλιάδα καὶ Ὀδύσσειαν). Estes textos abordam questões a respeito da gramática, etimologia, mitologia, história e geografia. São comentários menos originais que os extratos de comentaristas mais antigos, apresentando muitos paralelos com os escólios homéricos. Na medida em que têm como base as muitas obras de gramáticos, críticos e comentaristas de Alexandria, são uma importante contribuição para os estudos homéricos, principalmente porque muitas das obras cujos trechos são citados por Eustácio se perderam ao longo do tempo.

Embora seja provável que Eustácio tenha citado estes autores indiretamente, ele parece ser especialmente familiarizado com as obras dos maiores críticos da Antiguidade, como Aristarco da Samotrácia, Zenódoto, Aristófanes de Bizâncio, e outros. Também era um leitor ávido do Dipnosofistas de Ateneu. Alguns dos comentários etimológicos e gramaticais dos antecessores alexandrinos de Eustácio estão repletos de erros; e os próprios comentários de Eustácio são esparsos, e muitas vezes interrompidos por digressões.
A primeira edição impressa, de Majorano, foi publicada em Roma entre 1542 e 1550 (4 volumes, folio); uma reimpressão pouco precisa foi publicada posteriormente na Basileia, em 1559-60. A edição de A. Potito (Florença, 1730, 3 volumes, folio), contém apenas os comentários sobre os primeiros cinco livros da Ilíada, com uma tradução latina. Uma reimpressão toleravelmente correta da edição romana foi publicada em Lípsia, cuja primeira parte continha os comentários da Odisseia (2 volumes, quarto), 1825-1826, e a segunda continha os comentários da Ilíada (3 volumes, quarto), editados por G. J. G. Stallbaum para a Patrologia Grega, 1827-1829. Estes, por sua vez, foram suplantados pela edição de M. van der Valk a partir de 1971. Trechos dos comentários são citados em muitas edições dos poemas homéricos.
- Um comentário sobre Dionísio Periegeta (dedicado a João Ducas, filho de Andrônico Camatero). As anotações são tão esparsas quanto os comentários sobre Homero, porém trazem diversos trechos valiosos de autores mais antigos. Foi impresso pela primeira vez com a edição de R. Stephens da obra de Dionísio (Paris, 1547, quarto), e, posteriormente, na de H. Stephens (Paris, 1577, quarto, e 1697, octavo), na Geograph. Minor, de Hudson (vol. iv.) e, por último, na edição de Bernhardy de Dionísio (Lípsia, 1828, octavo).)
- Um comentário sobre Píndaro. Nenhum manuscrito sobreviveu, porém a introdução existe. Foi publicada pela primeira vez por Tafel em seu Eustathii Thessalonicensis Opuscula (Frankfurt, 1832, quarto), a partir do qual foi reimpresso separadamente por Schneidewin, Eustathii prooemium commentariorum Pindaricorum (Gotinga, 1837, octavo).
- Outras obras publicadas. Algumas foram publicadas por Tafel na sua Opuscula, de 1832, e outras apareceram posteriormente, como em P. Wirth, Corpus Fontium Historiae Byzantinae.
- Obras não-publicadas, que incluem escritos teológicos e discursos comemorativos. Diversos destes são importantes fontes históricas.